# Receptor glukagonu sličnog peptida 1
Receptor glukagonu sličnog peptida 1 (GLP1R) je ljudski gen koji se nalazi na hromozomu 6. Ovaj protein je član glukogenske receptorske familije G protein spregnutih receptora.

## Specifičnost liganda
specifično vezuje glukagonu sličan peptid-1 (GLP1) i ima mnogo manji afinitet za srodne peptide kao što su gastrični inhibitorni polipeptid i glukagon.

## Funkcija i terapeutski potencijal
je izražen u pancreasnim beta ćelijama. Aktivirani GLP1R stimuliše adenilil ciklazni put što dovodi do povišene sinteze i otpuštanja insulina. Shodno tome, GLP1R je predložen kao potencijalni cilj za lečenje diabetesa.
GLP1R je isto tako izražen u mozgu gde učestvuje u kontroli apetita. Miševi kod kojih je GLP1R izrađen u povećanoj meri pokazuju poboljšanu memoriju i sposobnost učenja.

## Literatura
- van Eyll B; Lankat-Buttgereit B; Bode HP;  . (1994). „Signal transduction of the GLP-1-receptor cloned from a human insulinoma”. FEBS Lett. 348 (1): 7—13. PMID 7517895. doi:10.1016/0014-5793(94)00553-2.
- Gromada J, Rorsman P, Dissing S, Wulff BS (1995). „Stimulation of cloned human glucagon-like peptide 1 receptor expressed in HEK 293 cells induces cAMP-dependent activation of calcium-induced calcium release”. FEBS Lett. 373 (2): 182—6. PMID 7589461. doi:10.1016/0014-5793(95)01070-U.
- Wei Y, Mojsov S (1995). „Tissue-specific expression of the human receptor for glucagon-like peptide-I: brain, heart and pancreatic forms have the same deduced amino acid sequences”. FEBS Lett. 358 (3): 219—24. PMID 7843404. doi:10.1016/0014-5793(94)01430-9.
- Lankat-Buttgereit B; Göke R; Stöckmann F;  . (1994). „Detection of the human glucagon-like peptide 1(7-36) amide receptor on insulinoma-derived cell membranes”. Digestion. 55 (1): 29—33. PMID 8112494. doi:10.1159/000201119.
- Graziano MP; Hey PJ; Borkowski D;  . (1993). „Cloning and functional expression of a human glucagon-like peptide-1 receptor”. Biochem. Biophys. Res. Commun. 196 (1): 141—6. PMID 8216285. doi:10.1006/bbrc.1993.2226.
- Stoffel M, Espinosa R, Le Beau MM, Bell GI (1993). „Human glucagon-like peptide-1 receptor gene. Localization to chromosome band 6p21 by fluorescence in situ hybridization and linkage of a highly polymorphic simple tandem repeat DNA polymorphism to other markers on chromosome 6”. Diabetes. 42 (8): 1215—8. PMID 8392011. doi:10.2337/diabetes.42.8.1215.
- Dillon JS; Tanizawa Y; Wheeler MB;  . (1993). „Cloning and functional expression of the human glucagon-like peptide-1 (GLP-1) receptor”. Endocrinology. 133 (4): 1907—10. PMID 8404634. doi:10.1210/en.133.4.1907.
- Thorens B; Porret A; Bühler L;  . (1993). „Cloning and functional expression of the human islet GLP-1 receptor. Demonstration that exendin-4 is an agonist and exendin-(9-39) an antagonist of the receptor”. Diabetes. 42 (11): 1678—82. PMID 8405712. doi:10.2337/diabetes.42.11.1678.
- Lankat-Buttgereit B, Göke B (1997). „Cloning and characterization of the 5' flanking sequences (promoter region) of the human GLP-1 receptor gene”. Peptides. 18 (5): 617—24. PMID 9213353. doi:10.1016/S0196-9781(97)00001-6.
- Frimurer TM, Bywater RP (1999). „Structure of the integral membrane domain of the GLP1 receptor”. Proteins. 35 (4): 375—86. PMID 10382665. doi:10.1002/(SICI)1097-0134(19990601)35:4<375::AID-PROT1>3.0.CO;2-2.
- Huypens P, Ling Z, Pipeleers D, Schuit F (2001). „Glucagon receptors on human islet cells contribute to glucose competence of insulin release”. Diabetologia. 43 (8): 1012—9. PMID 10990079. doi:10.1007/s001250051484.
- Hartley JL, Temple GF, Brasch MA (2001). „DNA cloning using in vitro site-specific recombination”. Genome Res. 10 (11): 1788—95. PMC 310948 . PMID 11076863. doi:10.1101/gr.143000.
- Xiao Q, Jeng W, Wheeler MB (2001). „Characterization of glucagon-like peptide-1 receptor-binding determinants”. J. Mol. Endocrinol. 25 (3): 321—35. PMID 11116211. doi:10.1677/jme.0.0250321.
- Bazarsuren A; Grauschopf U; Wozny M;  . (2003). „In vitro folding, functional characterization, and disulfide pattern of the extracellular domain of human GLP-1 receptor”. Biophys. Chem. 96 (2-3): 305—18. PMID 12034449. doi:10.1016/S0301-4622(02)00023-6.
- Strausberg RL; Feingold EA; Grouse LH;  . (2003). „Generation and initial analysis of more than 15,000 full-length human and mouse cDNA sequences”. Proc. Natl. Acad. Sci. U.S.A. 99 (26): 16899—903. PMC 139241 . PMID 12477932. doi:10.1073/pnas.242603899.
- Mungall AJ; Palmer SA; Sims SK;  . (2003). „The DNA sequence and analysis of human chromosome 6”. Nature. 425 (6960): 805—11. PMID 14574404. doi:10.1038/nature02055.
- Tokuyama Y; Matsui K; Egashira T;  . (2005). „Five missense mutations in glucagon-like peptide 1 receptor gene in Japanese population”. Diabetes Res. Clin. Pract. 66 (1): 63—9. PMID 15364163. doi:10.1016/j.diabres.2004.02.004.
- Gerhard DS; Wagner L; Feingold EA;  . (2004). „The status, quality, and expansion of the NIH full-length cDNA project: the Mammalian Gene Collection (MGC)”. Genome Res. 14 (10B): 2121—7. PMC 528928 . PMID 15489334. doi:10.1101/gr.2596504.
- Jorgensen R, Martini L, Schwartz TW, Elling CE (2005). „Characterization of glucagon-like peptide-1 receptor beta-arrestin 2 interaction: a high-affinity receptor phenotype”. Mol. Endocrinol. 19 (3): 812—23. PMID 15528268. doi:10.1210/me.2004-0312.
- Mahon MJ, Shimada M (2005). „Calmodulin interacts with the cytoplasmic tails of the parathyroid hormone 1 receptor and a sub-set of class b G-protein coupled receptors”. FEBS Lett. 579 (3): 803—7. PMID 15670850. doi:10.1016/j.febslet.2004.12.056.

## Spoljašnje veze
- „Glucagon Receptor Family: GLP-1”. IUPHAR Database of Receptors and Ion Channels. International Union of Basic and Clinical Pharmacology. Архивирано из оригинала 03. 03. 2016. г.
- glucagon-like+peptide+receptor на 